# Coussarea friburgensis
Coussarea friburgensis là một loài thực vật có hoa trong họ Thiến thảo. Loài này được M.Gomes mô tả khoa học đầu tiên năm 1991.